# Jurandvor
 Jurandvor  falu Horvátországban Tengermellék-Hegyvidék megyében. Közigazgatásilag Baškához tartozik.

## Fekvése
A Krk sziget délkeleti részén, községközpontjától 2 km-re északnyugatra, a krki keleti hegylánc meredek lejtői alatt a Baškai-völgyben a Krk városa felé menő 102-es számú főút mellett fekszik. A völgy északi része dombosabb, míg a déli részen termékeny mezők fekszenek, melyeken évszázadok óta intenzív földművelés folyik. A völgyön folyik keresztül a sziget egyetlen állandó vízfolyása a Suha Ričina vagy más néven Vela Rika. A völgy növényzete mintegy 200 méter magasságig nagyon sűrű, afölött viszont többnyire kopár, helyenként alacsony növényekkel.

## Története
A település területe valószínűleg már az ókorban is lakott volt. A szakemberek szerint a templom és az egykori kolostor helyén a római korban egy villa rustica állt és maga a templom is egy ókeresztény bazilika alapjaira épült. A templom és a kolostor építési ideje nem ismert, azonban az itt talált híres baskai tábla arról tanúskodik, hogy a 11. században építették. A tábla szövege szerint Dmitar Zvonimir horvát király Držih apát kérelmére itt földet adományoz, hogy arra Szent Lúcia tiszteletére templomot és bencés kolostort építsenek. 1308-ban a kolostort már nagyon réginek és romosnak, megújítását szükségesnek mondják. Ezután a felújítás meg is történt. A munkákat a baškai plébános vezette, mivel a kolostornak ebben az időben nem volt apátja. Még két apátot említenek itt a 14. század végén és a 15. század közepén. 1465-ben a bencések elhagyták a kolostort és Itáliába távoztak, ennek ellenére az épület bár romosan még 1590-ig állt. A svetolucijai apáti cím irreguláris apátságként még jó ideig létezett, 1817-től a krki püspökök viselték ezt a címet.
A 15. század végén valószínűleg a dalmáciai Poljicából egy boszniai eredetű nemesi család a Juranićok települtek ide és felépítették udvarházukat. 1498-ban a templomot is egy kápolnával bővítették.
Jurandvort magát a 16. században az udvarház körül alapították. Eredetileg két faluból állt, melyek a birtokos nemesi családok nevei után a Čubranići és Juranići nevet viselték. Később a két falu összeolvadt és a település magja, a Juranićok itteni udvarháza után a Jurandvor nevet kapta. A 12. század óta fennálló velencei uralom a 18. század végéig tartott. 1797-ben a napóleoni háborúk egyik következménye a Velencei Köztársaság megszűnése volt. Napóleon bukása után 1813-ban Krk szigete osztrák kézre került. Ausztria 1822-ben a Kvarner szigeteivel együtt elválasztotta Dalmáciától és Isztriával kapcsolta össze, mely közvetlenül Bécs irányítása alá tartozott. 1867 és 1918 között az Osztrák–Magyar Monarchia része volt. Jurandvornak 1857-ben 219, 1910-ben 340 lakosa volt.
1851-ben Petar Dorčić baškai pap a templomban felfedezett egy kőtáblát, melyen glagolita írással egy adományozásról esik szó. Ez volt a már említett baškai tábla, az első írott horvát nyelvemlék. Az Osztrák-Magyar Monarchia bukását rövid olasz uralom követte, majd a település a Szerb–Horvát–Szlovén Királyság része lett. A második világháború idején előbb olasz, majd német csapatok szállták meg. A háborút követően újra Jugoszlávia része lett. 1991-ben az önálló horvát állam része lett. 1994-től az önálló Baška község lett. A településnek 2011-ben 301 lakosa volt.

## Lakosság

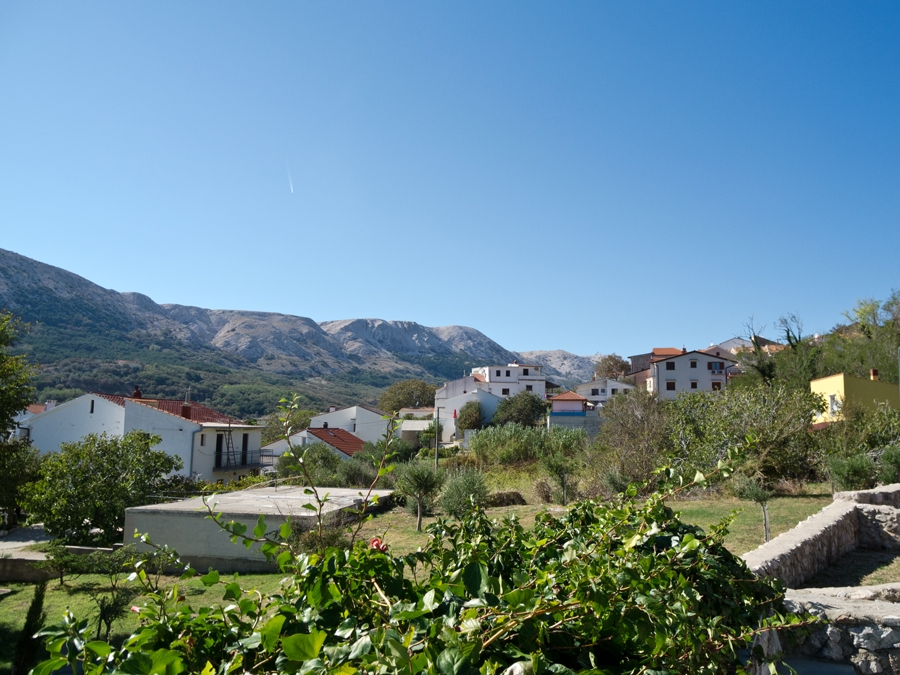
Jurandvor látképe a templomtól nézve

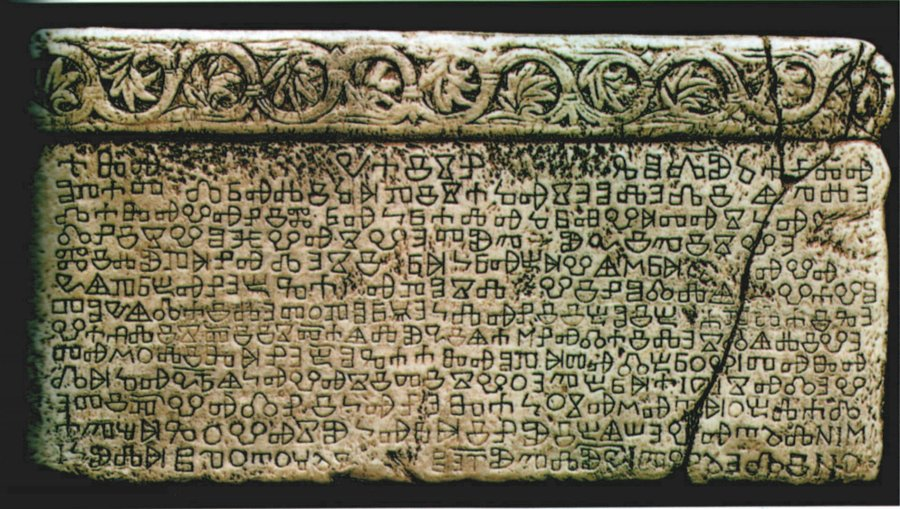
A baškai kőtábla

| Lakosság változása | Lakosság változása | Lakosság változása | Lakosság változása | Lakosság változása | Lakosság változása | Lakosság változása | Lakosság változása | Lakosság változása | Lakosság változása | Lakosság változása | Lakosság változása | Lakosság változása | Lakosság változása | Lakosság változása | Lakosság változása |
| ------------------ | ------------------ | ------------------ | ------------------ | ------------------ | ------------------ | ------------------ | ------------------ | ------------------ | ------------------ | ------------------ | ------------------ | ------------------ | ------------------ | ------------------ | ------------------ |
| 1857               | 1869               | 1880               | 1890               | 1900               | 1910               | 1921               | 1931               | 1948               | 1953               | 1961               | 1971               | 1981               | 1991               | 2001               | 2011               |
| 219                | 241                | 283                | 322                | 336                | 340                | 402                | 336                | 173                | 252                | 212                | 175                | 235                | 249                | 260                | 301                |

## Nevezetességei
- Szent Lúcia tiszteletére szentelt templomát[4] a 11. és 12. században építették. Harangtornya a 13. században épült, a rajta fennmaradt felirat szerint („MAISTER ANDREAS ME FECIT”) a krki András mester építette. A torony egykor magasabb volt, de az 1863 körül végzett felújítás során Ivan Vitezić krki püspök egy emelettel csökkentette a magasságát. Ekkor építették be a négy evangélistát szimbolizáló domborművet is. 1498-ban a Juranić család egy kis kápolnát építtetett hozzá a Rózsafüzér királynője tiszteletére. Az első világháború előtt a főoltáron egy fából faragott gótikus szárnyasoltár volt Paolo Veneziana alkotása a 14. század első feléből. Nagy művészeti értéke miatt kétszer is restaurálták, majd az I. világháború idején Bécsbe vitték. 1967-ben Zágrábba a Horvát Tudományos és Művészeti Akadémiára szállították. Ma a krki püspöki palotában található. A templomban az oltár elé beépítve látható a baškai kőtábla hiteles másolata is. Kőtárában római és kora keresztény kőfaragványok láthatók. Harangtornyában megmaradt egy a 14. században öntött harang.
- A templom mellett láthatók a 11. századi bencés apátság tekintélyes romjai, valamint egy római villa maradványai.
- Itt találták meg 1851-ben a híres baskai kőtáblát.